# Polit del Pacífic
El polit del Pacífic (Numenius tahitiensis) és un polit, per tant un ocell de la família dels escolopàcids (Scolopacidae). En estiu habita la tundra de muntanya de l'oest d'Alaska, i en hivern platges i zones humides de moltes illes del Pacífic.